# Roberto Visconti
Roberto Visconti (Pogliano Milanese, ... – Milano, 8 agosto 1361) è stato un arcivescovo cattolico italiano.

## Biografia
Membro di un ramo collaterale della famiglia ducale milanese dei Visconti, Roberto era originario di Pogliano Milanese e godeva del titolo di Signore della Valtravaglia. Egli era inoltre imparentato con Giovanni, già titolare di alcuni benefici come la prevostura di Brivio e l'arcipretura della Chiesa metropolitana di Milano.
Il 29 ottobre 1354, Roberto Visconti fu nominato arcivescovo di Milano e l'anno successivo, il 6 gennaio consegnò il pomo al nuovo re d'Italia Carlo IV, successivamente anche imperatore, nella basilica di Sant'Ambrogio con la corona ferrea, mentre fu consacrato dal vescovo di Bergamo Lanfranco de Saliverti (secondo altre fonti invece l'Imperatore sarebbe stato incoronato dal patriarca di Aquileia perché Roberto sarà consacrato in aprile e secondo il conte Giulini solo da Roberto Visconti).
Il 5 dicembre 1355 fu Roberto Visconti a porre la prima pietra della fondazione della chiesa di San Giovanni alle fonti presso la Basilica di Santa Tecla.
Roberto ebbe ad ogni modo vita non facile con il potere politico della città in mano ai suoi cugini Visconti, in quanto i normali piccoli contrasti, sfociarono nel 1360 addirittura in un conflitto che coinvolse alte autorità come il Pontefice che scomunicò Bernabò Visconti, il quale sembra abbia pronunciato la seguente frase latina contro l'arcivescovo milanese, un giorno che questi si era rifiutato di eseguire i suoi ordini:
(Bernabò Visconti)
Roberto Visconti morì l'8 agosto 1361 a Milano, ma secondo altre fonti sarebbe spirato nel palazzo arcivescovile di Legnano dove si sarebbe trovato per sfuggire alla peste.